# Unter Frauen
Unter Frauen ist eine deutsche Filmkomödie von Hansjörg Thurn aus dem Jahr 2012. Die Produktion basiert auf einem Drehbuch Sarah Schniers. In den Hauptrollen sind unter anderem Sebastian Ströbel, Alexandra Neldel und Fahri Yardım zu sehen.

## Handlung
Der gutaussehende Macho und Autoverkäufer Alexander Hagen fühlt sich unbesiegbar auf seiner Spur als Frauenverführer und arroganter Lebemann. Er feuert die Putzfrau des Autohauses, in dem er arbeitet, und rüpelt Passantinnen an. Nach einer Gasexplosion in seiner Wohnung wacht er in einem Krankenhaus auf, in dem es scheinbar nur weibliche Pfleger und Ärzte gibt.
Auch außerhalb der Klinik will dieser Eindruck nicht verfliegen. Alle Passanten und Personen – darunter auch Kollegen und Bekannte – sind auf einmal weiblich. Selbst sein bester Freund seit Kindheitstagen Silvio ist nun eine (vollständige) Silvia (Fahri Yardım in der einzigen Cross-Dressing-Rolle des Films). Es scheint so, dass Alex nun in eine ausschließlich weibliche Parallelwelt eingetaucht ist. Parallelwelten sind ein generelles gedankliches Konstrukt, wovon ihm Silvio seit Kindheitstagen immer erzählte und worüber er nun auch mit der, prinzipiell gegenüber Alexanders Verwirrung verständnislosen, Silvia spricht in der Hoffnung, einen Ausweg zu finden.
In dieser Welt voller Missverständnisse und Befremdlichkeiten orientiert er sich an der einzigen ihm neben Silvio/Silvia vertrauensvoll wirkenden Person, der schüchternen Opernrequisiteurin Paula, die er in seiner alten Welt rüpelhaft behandelt hat, in der Parallelwelt jedoch nicht. Paula hat eine Großmutter, welche ebenjene Putzfrau ist, der er einst kündigte. Sie ist alt und gebrechlich und auf Bitten Paulas, deren Herz Alex begehrt, kümmert er sich um sie. Es entsteht eine Freundschaft zwischen der alten Frau und Alex, die ihn merklich emotionaler werden lässt. Auch in seiner alten Firma ist er durch betont aufmerksameres Verhalten gegenüber seinen Kollegen bzw. Kolleginnen nun wohlgelitten. Als Anni, die Großmutter, in seinen Armen stirbt, gibt er ihr das letzte Versprechen, sich um Paula zu kümmern. In seinem unbedingten Willen, dieses Versprechen in dieser vermeintlich ausweglosen Frauen-Welt einzuhalten, klettert er auf eine hohe Düsseldorfer Brücke und will sich mit einem Seil und einem heruntergeworfenen Backstein entmannen. Silvia erfährt durch ein kurz zuvor geführtes Telefonat mit Alex von diesem Vorhaben und rast mit ihrem Wagen zufällig genau unter den Brückenpfeiler und bremst so den Fall des Backsteins zum Boden ab. Alex behält seine Geschlechtsteile und auch Silvia ist plötzlich wieder der alte Silvio – die Parallelwelt ist offenbar aufgelöst. Alex rennt zu Paula, die ihn (nun ja wieder in der richtigen Welt) nur als Rüpel kennt. Sie schließen aber, nachdem sie plötzlich erkannten, dass sie sich wohl schon als Kinder begegneten, eine neue, tiefe Freundschaft.

## Rezeption

### Kritik
Kino.de schrieb: „Das deutsche Publikum erwartet eine romantische Komödie mit solidem Unterhaltungswert und gerne gesehenen Schauspielern wie z. B. auch Sebastian Ströbel in der Hauptrolle als (un)verbesserlicher Frauenheld“. Bild.de wiederum befand: „Ganz ohne Saufgelage und Kraftausdrücke hat Unter Frauen das Zeug zum dämlichsten Film des Jahres. Muss man auch erst mal schaffen […] Frauen dürfen sich wegen dieser hirn- und humorlosen Komödie beleidigt fühlen. Nur die dümmsten Klischees werden bedient.“
Das Lexikon des internationalen Films meinte: Eindimensionale Body-Switch-Komödie mit simplem Humor, dramaturgisch unausgegoren und voller Klischees, was durch farblose Darsteller nicht besser gemacht wird.

### Erfolg
Unter Frauen feierte am 19. September 2012 im Kino in der Kulturbrauerei in Berlin Premiere. Die Freigabe zur öffentlichen Vorführung erfolgte einen Tag später.